# Faith (álbum de Basehead)
Faith é o terceiro álbum de estúdio da banda Basehead, lançado em maio de 1996.

## Faixas
1. "If I Were Superman" - 6:12
2. "Cold Outside" - 2:48
3. "Faith" - 4:08
4. "Castles and Kings" - 2:38
5. "Ask Your Dad" - 3:29
6. "Fun Tube" - 5:29
7. "Betty Ford and a Brand New Bag" - 5:02
8. "Lucy" - 4:29
9. "Objects in the First Person" - 4:16
10. "Fives and Fours and Friends of Friends" - 5:39
11. "Saved" - 4:19
12. "Spreading Germs" - 5:19
13. "The Son Does Shine" - 3:59
14. "Family Man" - 3:15